# فينجاليل كريشنا مينون
فينغاليل كريشانان كريشنا مينون (3 مايو 1896- 6 أكتوبر 1974) كان قوميًا ودبلوماسيًا وسياسيًا هنديًا، وصفه البعض بأنه ثاني أقوى رجل في الهند، بعد حليفه، رئيس وزراء الهند الأول (بعد الاستقلال)، جواهر لال نهرو.
اشتُهر ببلاغته وذكائه المتّقد ونشاطه وسلاطة لسانه، وألهم الكثير من التزلّف والانتقاص المناهض في كل من الغرب والهند. بالنسبة لأنصاره، كان بطلاً غير مستعد لتقديم أعذار للهند في وجه الإمبريالية الغربية، واشتهر «بتعليم الرجل الأبيض حدوده»؛ كان بالنسبة لمنتقديه الغربيين، «عبقري نهرو الشرير». وصفه الرئيس الأمريكي دوايت أيزنهاور بأنه «تهديد ... يحكمه الطموح لإثبات أنه المناور الأساسي الدولي في العصر»، في حين أن الرئيس الهندي كيه. أر. نارايانان مدحه بالقول إنه رجل عظيم حقًا. بقي مينون بعد عقود من وفاته شخصية غامضة ومثيرة للجدل.
عندما كان شابًا، عمل مينون كمحرر مؤسس لبيليكان إمبرنت لدار بنجوين للنشر، وقاد الجناح الخارجي لحركة الاستقلال الهندية، حيث أطلق اتحاد الهند في لندن، ونظم حملة قوية داخل المملكة المتحدة لكسب الدعم الشعبي للاستقلال الهندي، وحشد الدعم من القوى العظمى مثل الاتحاد السوفيتي. فور صحوة الاستقلال، برز مينون كمهندس لسياسة الهند الخارجية ومتحدث باسمها، وبوجه أعّم، منظم حركة عدم الانحياز. ترأس البعثات الدبلوماسية الهندية إلى المملكة المتحدة والأمم المتحدة، وميز نفسه في القضايا الدبلوماسية بما في ذلك أزمة العدوان الثلاثي. في عام 1957، سجل مينون الرقم القياسي لأطول خطاب (8 ساعات) أمام مجلس الأمن التابع للأمم المتحدة وهو يدافع عن حقوق الهند في إقليم كشمير المتنازع عليه، في عملية كسبت شعبية واسعة، وحصل على لقب «بطل كشمير».
انتُخب عدة مرات لمجلسي البرلمان الهندي من دوائر انتخابية مختلفة مثل مومباي، والبنغال، وتريفاندروم في موطنه ولاية كيرلا، وشغل منصب وزير بلا وزارة، وفيما بعد وزيرًا للدفاع، مع الإشراف على تحديث الجيش الهندي وتطوير الصناعة العسكرية الهندية المعقدة، وتولي زمام المبادرة للضم الهندي لجوا. استقال في أعقاب الحرب الصينية الهندية، في أعقاب مزاعم عدم استعداد الجيش الهندي، لكنه بقي مستشارًا لنهرو، وعضوًا في البرلمان، ورجل دولة كبير حتى وفاته.

## النشأة والتعليم
وُلد مينون في ثيروفانغاد ثالاسيري وانتقل بعد ذلك إلى بانيانكارا في كويزيكود بولاية كيرلا من عائلة فينغاليل في مالابار. والده المحامي كوماث كريشنا كوروب، من كوتابالي، فاتاكارا، ابن أورلاثيري اودافارما، وهو راجا (لقب يحصل عليه العاهل ويُعتبر رأس دولة)، كان كوماث سريديفي كيتيلاما كوروب، محاميًا ثريًا ومؤثرًا. كانت والدته حفيدة رامان مينون الذي كان ديوانًا (لقبًا يحمله كبير ضباط الجباية بمقاطعات الهند) من ترافانكور بين 1815 و1817، وخدم غوري برفاتي بايي. تلقى مينون تعليمه المبكر في كلية السامريون، كوريكود. في عام 1918 وتخرج من الكلية الرئاسية، تشيناي، ليحصل على درجة بكالوريوس في التاريخ والاقتصاد. بينما كان يدرس في كلية مادراس للقانون، انخرط في الثيوصوفية وكان مرتبطًا بنشاط مع آني بيزنت وحركة الإدارة الذاتية. كان عضوًا قياديًا في «أخوة في الخدمة» التي أسستها آني بيزنت التي اكتشف موهبته وساعدته في السفر إلى إنجلترا في عام 1924.

### حياته ونشاطاته في إنجلترا
في لندن، واصل مينون تعليمه في كلية لندن الجامعية في قسم الاقتصاد، حيث وصفه هارولد لاسكي بأنه أفضل طالب قابله في حياته. في عام 1930، حصل مينون على درجة الماجستير في علم النفس مع مرتبة الشرف الأولى من الكلية الجامعية في لندن، لأطروحة بعنوان دراسة تجريبية للعمليات العقلية المشاركة في الاستدلال، وفي عام 1934 حصل على درجة الماجستير في العلوم العملية في العلوم السياسية مع مرتبة الشرف الأولى من كلية لندن للاقتصاد، لأطروحة بعنوان الفكر السياسي الإنجليزي في القرن السابع عشر. واصل دراسة القانون وقُبل في ميدل تيمبل، أيضًا، في عام 1934، منهيًا تعليمه الرسمي في سن 37.
خلال ثلاثينيات القرن العشرين، عمل مينون محررًا لبودلي هيد ومكتبة القرن العشرين، وبعد ذلك مع دار بينجوين للنشر مع مؤسسها السير آلن لين. وفقًا لإس. موثيا، كان دار بينجوين للنشر فكرة مينون. في تاريخه الشهير عن الميناء البريطاني القديم، مادراس ميسيلاني، كتب ما يلي:
.. لطالما حلم (مينون) بإغراق السوق بكتب ذات غلاف ورقي من إصدارات ذات جودة عالية. ناقش الفكرة مع زميل له في بودلي هيد، ورحب آلن لان بالفكرة. في عام 1935، استقالا من بودلي هيد ومع رأس مال قدره 100 باوند، وأنشأا مكتبًا في سرداب كنيسة سان بانكراس بورو. وبذلك ولد دار نشر بنجوين.
حرر مينون العناوين التي نشرتها دار بيليكان للنشر، والتي نمت لتصبح مؤسسة بريطانية محترمة ذات تأثير سياسي وثقافي كبير.

### حياته السياسية في الولايات المتحدة
بعد انضمامه إلى حزب العمل، انتُخب ليصبح مستشارًا لمنطقة سان بانكراس في لندن. منحه القديس بانكراس لاحقًا لقب حرية البلدة (هو قانون صادر عن برلمان المملكة المتحدة، إذ كان لمجالس أحياء البلدية في إنكلترا وويلز سلطة منح لقب «فري مان» الفخري لأي شخص قدم خدمات متميزة للبلدة)، الشخص الآخر الوحيد الذي مُنح هذا اللقب هو جورج برنارد شو. بدأ حزب العمل الاستعدادات لترشيحه لدائرة انتخاب داندي البرلمانية في عام 1939 لكنه لم ينجح بسبب علاقاته المفترضة مع الحزب الشيوعي. استقال (أو طُرد، وفقًا لمصادر أخرى) من حزب العمل احتجاجًا على ذلك ولكنه انضم مجددًا في عام 1944.

### اتحاد الهند وحركة الاستقلال
أصبح مينون مؤيدًا شغوفًا لاستقلال الهند، وعمل صحفيًا وأمينًا للاتحاد الهندي من 1929 إلى 1947، وصديقًا مقربًا لزميله القائد القومي الهندي ورئيس الوزراء المستقبلي جواهر لال نهرو، فضلًا عن شخصيات سياسية وفكرية مثل بيرتراند راسل، وجون هولدين، ومايكل فوت، انيورين بيفان، وإي أم فورستر، الذي ضمن لها نشر روايتها رحلة إلى الهند، وفقاً لشاشي ثارور. قارن أشعيا برلين العلاقة الأسطورية بين مينون ونهرو بعلاقة عزرا باوند وتي أس إليوت. في عام 1932، ألهم وفدًا لتقصي الحقائق برئاسة النائبة العمالية إلين ويلكنسون لزيارة الهند، وتحرير تقريرها المعنون «الظروف في الهند»، وحصل على المقدمة من صديقه برتراند راسل. عمل مينون أيضًا بجد لضمان أن يخلف نهرو المهاتما غاندي كزعيم أخلاقي ومسؤول عن حركة الاستقلال الهندية، ولتمهيد الطريق لقبول نهرو في نهاية المطاف كأول رئيس وزراء للهند المستقلة. بعمله أمينًا حوّل اتحاد الهند إلى الصالة الهندية الأكثر نفوذًا في البرلمان البريطاني، وحوّل بنشاط المشاعر الشعبية البريطانية تجاه قضية استقلال الهند. عُقدت اجتماعات اتحاد الهند في المطاعم والمقاهي الهندية، والتي كانت تعتبر محاور جذب للآسيويين البريطانيين. ومن أماكن الاجتماعات البارزة في مقهى الشاه جلال لأيوب علي ومركز الهند للشاه عبد المجيد قرشي.
كانت أصول ما يمكن أن يصبح سياسة عدم الانحياز واضحة في تعاطف مينون الشخصي حتى في انكلترا، حيث أدان في وقت واحد كُلًا من الإمبراطورية البريطانية وألمانيا النازية، على الرغم من أنه لم يتظاهر عدة مرات في المظاهرات المناهضة للنازية. عندما سئل عما إذا كانت الهند تفضل أن يحكمها البريطانيون أو النازيون، أجاب مينون برده الشهير «هذا كسؤال سمكة إن كانت تفضل أن تُقلى بالزبدة أو السمن النباتي».

## روابط خارجية
- فينجاليل كريشنا مينون على موقع الموسوعة البريطانية (الإنجليزية)
- فينجاليل كريشنا مينون على موقع مونزينجر (الألمانية)
- فينجاليل كريشنا مينون على موقع مونزينجر (الألمانية)